# Infant Annihilator
Infant Annihilator ist eine 2012 vom Schlagzeuger Aaron Kitcher und Gitarristen Eddie Pickart gegründete englische Deathcore-Band aus Hull, East Riding of Yorkshire. Infant Annihilator ist bekannt für ihre technisch komplexen, schnellen und extremen musikalischen Stil.
Ihr Ende 2012 erschienenes Album The Palpable Leprosy of Pollution wurde mit dem amerikanischen Sänger Dan Watson aufgenommen, der 2013 die Band verlassen hat. Kurz darauf trat Dickie Allen bei, der seither Sänger der Band ist.

## Bandgeschichte

### Gründung und DebütalbumThe Palpable Leprosy of Pollution(2012–2013)
Infant Annihilator wurde 2012 in Hessle, Kingston upon Hull von Gitarrist Eddie Pickard und Drummer Aaron Kitcher gegründet. Der Name „Infant Annihilator“ (deutsch etwa: „Säuglingsvernichter“) kommt vom gleichnamigen Song von As the Blessed Fall, der ehemaligen Band des Drummers Kitcher. Der Name sollte eine Parodie auf gängige Death-Metal-Klischees darstellen und sollte so überdreht sein wie ihre Musik.
Pickart und Kitcher schrieben und erstellen gemeinsam Demoaufnahmen mit einer Aufnahmesoftware. Sie schrieben die Stücke und produzierten sie selbst, zunächst noch ohne Texte und Gesang. Als das Album The Palpable Leprosy of Pollution (kurz The PLOP) musikalisch fertig aufgenommen war, veröffentlichten sie die Instrumentalsongs im Internet. So lernten die beiden den US-amerikanischen Sänger Dan Watson aus Indiana kennen, der Infant Annihilator auf Facebook entdeckt hatte. Pickard und Kitcher waren von seiner Performance beeindruckt und baten ihn, den Gesang für das Album zu übernehmen. Mit der Veröffentlichung des Musikvideos zu ihrem Song Decapitation Fornication erlangten Infant Annihilator bald im Internet virale Popularität, der Song hatte innerhalb eines Monats rund 20.000 Likes auf Youtube.
Nach der Veröffentlichung des Musikvideos promotete die Gruppe die Veröffentlichung ihres Debütalbums The Palpable Leprosy of Pollution, das am 12. Dezember 2012 veröffentlicht wurde. Die Idee, das Album am 12. Dezember 2012 zu veröffentlichen, war eine Idee von Dan Watson. Im Nachhinein bedauerte Watson jedoch dieses Datum, da es ihn dazu veranlasste, seine Arbeit zu überstürzen, um das Album rechtzeitig zu veröffentlichen, was ihm letztendlich mit dem Endergebnis seines Gesanges unzufrieden machte.
Watson verließ die Band Ende 2013 und gab seinen Ausstieg am 22. Februar 2014 öffentlich bekannt, später erklärte er, dass er die Band verließ, weil er sich im Vergleich zu Kitcher und Pickard nicht gleichwertig fühlte, außerdem war er verärgert darüber, dass die beiden Mitglieder einem Vertrag zugestimmt hatten, ohne diesen vorher mit ihm zu besprechen. Nach seinem Ausstieg gründete Watson später mit dem Gitarristen BJ Sampson die in Washington ansässige Deathcore-Gruppe Enterprise Earth.

### Dickie Allen und das zweite AlbumThe Elysian Grandeval Galeriarch(2014–2017)
Ende 2014, als er für die britische Band Desolated auf deren ersten US-Tour spielte, traf Kitcher den Sänger Dickie Allen zum ersten Mal persönlich. Zum Line-Up der Tour gehörte auch die Band Traitors, die Allen, einen engen Freund, mit auf die Tour genommen hatte. Als er Allens Gesang hörte, war Kitcher überzeugt, dass dieser gut in die Band passen würde. Am 1. Juni 2016 gaben Infant Annihilator über ihre sozialen Medien bekannt, dass Dickie Allen der neue Sänger der Band sein wird.
Das zweite Album, The Elysian Grandeval Galeriach (abgekürzt The EGG), wurde am 29. Juli 2016 offiziell veröffentlicht. Auf dem 17:40 Minuten langen Song Behold the Kingdom of The Wretched Undying sind als Gastsänger Bryan Long (Dealey Plaza), Chris Whited (Bodysnatcher, King Conquer), Dillon Becke und Tyler Shelton (Traitors) zu hören.
Das Album war das erste Album von Infant Annihilator, das in mehreren US-Billboard-Spezial-Charts Platzierungen erreichte: Platz 7 der Top Hard Rock Albums, Platz 22 der Top Rock Albums, Platz 90 der Top Album Sales, Platz 14 der Top Independent Albums und Platz 4 der Heatseekers Charts.

### Drittes AlbumThe Battle of Yaldabaoth(2019–heute)
Am 25. Juli 2019 veröffentlichte Infant Annihilator auf ihrem gleichnamigen Youtube-Kanal das Musikvideo für das Lied Three Bastards und kündigten das dritte Album The Battle of Yaldabaoth an, das am 11. September des gleichen Jahres veröffentlicht wurde. Das Album enthält Gastgesang von Trevor Strnad (The Black Dahlia Murder), Storm Strope (The Last Ten Seconds of Life), Alex Terrible (Slaughter to Prevail) und Alex Teyen (Black Tongue). Wie sein Vorgänger erreichte es mehrere Platzierungen in den Spezialcharts der US-Billboard-Charts: Platz 11 der Top Hard Rock Albums, Platz 22 der Top Rock Albums, Platz 54 der Top Album Sales, Platz 20 der Top Independent Albums und Platz 6 der Heatseekers Charts.
2022 formierte sich um Dickie Allen mit Chris Fronzak (Attila), Will Ramos (Lorna Shore), Joe Badolato (Fit for an Autopsy), Taylor Barber (Left to Suffer) und Tyler Shelton (Traitors) die Supergroup The Big Six. Noch vor ihrer ersten Single verließen Chris Fronzak und Joe Badolato die Supergroup, kurz darauf trat Darius Tehrani, der Sänger der Band Spite der Supergroup bei, die sich nun Project:Vengeance nennt.

## Musikalischer Stil und Einflüsse
Der Musikstil von Infant Annihilator wird sowohl als Deathcore als auch als Technical Death Metal beschrieben. Ihre Texte sind absichtlich extrem und wenig politisch korrekt. Sie behandeln unter anderem kontroverse Themen wie Vergewaltigungen, Pädophilie, Mord, Kindermord, Massenprogrammierung, Religion, Sekten und die Katholische Kirche. Ihre Texte leiten sich oft aus der Geschichte des sexuellen Missbrauchs in der römisch-katholischen Kirche ab. Im September 2017 wurden für drei Tage ihre Musik von den Online-Musik-Streaming-Plattformen Spotify und iTunes gesperrt, da diese als zu anstößig galten; nach den drei Tagen war die Musik wieder auf den Plattformen verfügbar.
Als Einfluss für ihre Musik hat Infant Annihilator viele verschiedene Subgenres des Death Metal und Hardcore Punk genannt, unter anderem die Genres; Deathcore, Slam Death Metal, Technical Death Metal, Down Tempo Hardcore, Grindcore und Mathcore. Zu den Künstlern, von denen sie beeinflusst wurden, gehören: Carnifex, Bring Me the Horizon (frühe Deathcore-Ära, à la Count Your Blessings), System of a Down, Slipknot, Chimaira, Despised Icon, Thy Art Is Murder, The Black Dahlia Murder, Beneath the Massacre, Cattle Decapitation, Waking the Cadaver, und GG Allin.

## Diskografie

### Alben
- 2012: The Palpable Leprosy of Pollution (Eigenproduktion)
- 2016: The Elysian Grandeval Galèriarch (Eigenproduktion)
- 2019: The Battle of Yaldabaoth (Eigenproduktion)

### Singles
- 2012: Decapitation Fornication
- 2016: Motherless Miscarriage
- 2019: Three Bastards
- 2019: Swinaecologist